# Frihetsklockan i Berlin

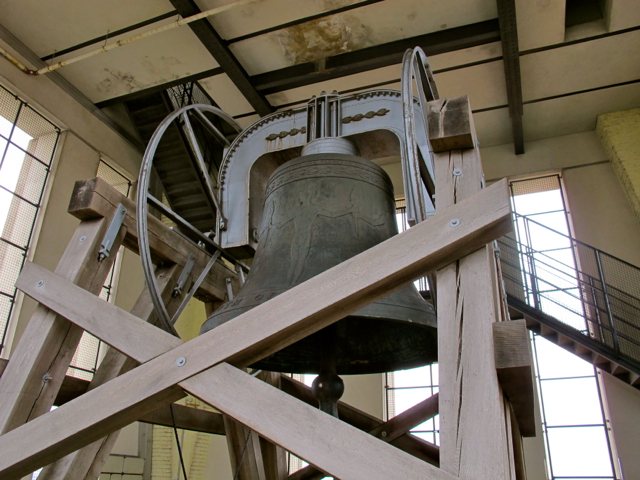
Frihetsklockan i Berlin

Frihetsklockan i Berlin hänger sedan 1950 i tornet i Schönebergs rådhus i västra Berlin. När klockan installerades var rådhuset hela Västberlins rådhus och säte för Berlins regerande borgmästare. Det är Berlins största icke-religiösa klocka.
Under andra världskriget förstördes rådhuset i Schöneberg och åren efter kriget återuppbyggdes de förstörda delarna, däribland tornet i en förenklad variant. I USA initierades en insamling till en klocka där inspiration togs från den amerikanska frihetsklockan, Liberty Bell, i Philadelphia. Insamlingen initierades av generalen Lucius D. Clay, känd för Luftbron i Berlin, inom ramen för den amerikanska nationalkommittén för ett fritt Europa. Organisationen framställdes som en privat organisation där privatpersoner gav bidrag men den hade skapats och understöddes av den amerikanska regeringen och CIA. 
Klockan har en vikt på 10 ton och göts av Gillett & Johnston i Croydon i London. Klockan skeppades till Bremerhaven och hängdes upp 21 oktober 1950 i rådhuset. Klockan ljöd första gången 24 oktober 1950 i samband med FN-dagen. Klockans ringning sändes varje söndag i RIAS, en tradition som fortsatt i Deutschlandradio Kultur. Klockan ringer varje dag vid 12 samt vid tolvslaget på nyår. 2001 togs klockan ner och reparerades. 
I tornet återfinns en utställning om klockans historia och här återfinns också 16 miljoner underskrifter från amerikaner som stödde projektet. 

## Källa
Den här artikeln är helt eller delvis baserad på material från tyskspråkiga Wikipedia, Frihetsklockan i Berlin, tidigare version.